# فهرست سفیران ایران در بلژیک
فهرست سفیران ایران در بلژیک

## قاجار
- نظرآقا یمین‌السلطنه آبان ۱۲۶۸ – ۱۲۷۲
- جواد سعدالدوله ۱۲۷۲ – ۱۲۷۵
- احمد نصیرالدوله (بَدِر) ۱۲۷۵ – ۱۲۸۶
- محمود مفخم‌السلطان ۱۲۸۶ – ۱۳۰۴

## پهلوی
- علی‌اکبر بهمن آبان ۱۳۰۵ – اردیبهشت ۱۳۱۲
- حسنعلی فرخ غفاری ۱۳۱۲ – ۱۳۱۵
- تقی نبوی (معززالدوله) مهر ۱۳۱۶ – مرداد ۱۳۱۷
- عبدالله بهرامی ۱۳۱۷ – ۱۳۱۹ (قطع روابط به‌دلیل اشغال بلژیک به‌دست آلمانی‌ها)
- عبدالحسین سرداری ۱۰ مهر ۱۳۲۴ – ۱۳۲۷
- مصطفی سمیعی ۱۳۲۷ – ۱۳۳۰
- شمس‌الدین امیرعلایی ۱۳۳۱ – ۱۳۳۲
- سید جلال‌الدین تهرانی ۱۳۳۲ – ۱۳۳۶ (ارتقای سطح روابط به سفارت از تیر ۱۳۳۶)
- حسین زمان‌زادهٔ شهریار بهمن ۱۳۳۶ – بهمن ۱۳۳۹
- خسرو هدایت اسفند ۱۳۳۹ – اسفند ۱۳۴۳
- فریدون دیبا اسفند ۱۳۴۳ – تیر ۱۳۴۶
- سید مهدی پیراسته آذر ۱۳۴۶ – دی ۱۳۵۰
- محمدعلی مسعود انصاری دی ۱۳۵۰ – مهر ۱۳۵۳
- عزت‌الله عاملی مهر ۱۳۵۳ – آذر ۱۳۵۷
- مرتضی قدیمی نوایی آذر ۱۳۵۷ – بهمن ۱۳۵۷

## جمهوری اسلامی
- اردشیر لطفعلیان  بهمن ۱۳۵۷ – دی ۱۳۶۱
- محمد هویدا ۱۳۶۱ – ۱۳۶۴
- علیرضا سالاری ۱۳۶۴ – ۱۳۶۸
- محمدرضا بختیاری تیر ۱۳۶۸ – اسفند ۱۳۷۳
- حمید ابوطالبی اسفند ۱۳۷۳ – اسفند ۱۳۷۸
- ابوالقاسم دلفی اسفند ۱۳۷۸ – شهریور ۱۳۸۳
- علی آهنی شهریور ۱۳۸۳ – شهریور ۱۳۸۵
- علی‌اصغر خاجی مهر ۱۳۸۵ – مهر ۱۳۹۰
- محمود بریمانی ۱۳۹۰ – آذر ۱۳۹۴
- پیمان سعادت آذر ۱۳۹۴ – آذر ۱۳۹۸
- مسعود قرنفلی آذر ۱۳۹۸ – بهمن ۱۳۹۸ (معاون سفیر)
- غلامحسین دهقانی بهمن ۱۳۹۸ – دی ۱۴۰۲
- سید محمدعلی رباط جزی[۱] بهمن ۱۴۰۲ – اکنون